# 陈哲宇
陈哲宇（1974年2月—），浙江湖州人。

## 生平
1995年毕业于第二军医大学临床医学专业，2000年获第二军医大学神经生物学博士学位，2000年起任第二军医大学神经生物学教研室讲师，2002年任康奈尔大学医学院博士后、助理教授。2005年12月进入山东大学工作，2006年10月起任山东大学医学院神经生物学研究所所长，2015年9月任山东大学研究生院副院长，2010年被聘为“长江学者”特聘教授。2015年10月29日因受贿罪被刑事拘留，11月12日被逮捕，2016年一审判处有期徒刑四年，2018年1月25日二审改判二年六个月。
刑满释放后，继续担任山东大学医学院教授。